# Zygophyllum meyeri
Zygophyllum meyeri är en pockenholtsväxtart som beskrevs av Otto Wilhelm Sonder. Zygophyllum meyeri ingår i släktet Zygophyllum och familjen pockenholtsväxter. Inga underarter finns listade i Catalogue of Life.